# Серый геккон
Серый геккон, или голопалый геккон Руссова, или серый голопалый геккон, или серый тонкопалый геккон (лат. Mediodactylus russowi) — вид мелких ящериц семейства гекконовые. Видовое название дано в честь натуралиста В. Ф. Руссова.

## Внешний вид
Представляет собой мелкую ящерицу с длиной тела не более 5,3 сантиметров, хвост длиннее тела в 0,69—1,02 раза. Масса не превышает 3—4,1 граммов. Голова и тело ящерицы немного приплюснуты. Зрачки вертикальные. Ушные отверстия овальные, расположены косо. На голове множество небольших округлых выпуклых чешуек. Среди них на лбу и темени расположены более крупные чешуи. Верхняя часть тела серого геккона покрыта мелкими зернистыми гладкими чешуйками. Среди них лежат в 10—12 рядов относительно крупные выпуклые бугорки, имеющие трёхгранную форму на самом туловище и округлую — ближе к шее. На хвосте чешуя лежит сегментами, в центре каждого из которых поперечный ряд похожих на колючки бугорков в форме шипиков с рёбрышками. Нижняя часть хвоста покрыта мелкими гладкими чешуйками, а по центру — продольный ряд чешуек большего размера. Самцы имеют от 2 до 6 преанальных пор. Хвост ломкий.
Верхняя часть тела окрашена в пепельный или буровато-серый цвет, с узкими тёмными М-образными или поперечными полосами. Голова покрыта мелкими тёмными пятнами. По бокам головы проходит тёмная продольная полоса, часто окаймлённая светлым. Брюшная сторона тела светлая.
Серые гекконы могут менять окраску и рисунок в зависимости от окружающей среды: в оптимальных условиях они светлее и имеют более контрастный рисунок, а при неблагоприятных они становятся более тёмными, и рисунок исчезает. Кроме того, рисунок зависит от субстрата, котором обитают гекконы. Популяции, обитающие на стволах саксаула, имеют достаточно сложный рисунок из продольных элементов, в то время как живущие в постройках и на лёссовых обрывах часто рисунок теряют или сохраняют лишь поперечные полосы на туловище и хвосте.
Самки и самцы имеют одинаковый окрас, при этом самки серого геккона немного крупнее и не имеют анальных пор.

## Распространение
Ареал серого геккона достаточно обширен, он встречается в пустынных зонах Азии, от Казахстана и восточного Предкавказья на западе до северо-западного Китая на востоке и до северо-востока и востока Ирана на юге. На территории России известно только одно место, где водится данный вид — окрестности станицы Старогладовская в Чеченской республике, однако, с 1935 года подтверждений этому нет.

## Образ жизни
Серый геккон является ярким представителем сухих пустынных ландшафтов, песчаных и глинистых пустынь и полупустынь. В горной местности наблюдается на высоте до 2000 метров (в Нарынской котловине). Типичными местами его обитания являются стволы саксаула, в тугаи, крутые скальные склоны и каменистые осыпи. Убежище находит в трещинах в лёссовых обрывах, стволах и постройках, между камнями, в норах различных животных, реже — в полостях у сгнивших стволов кустарников и пустующих муравейниках. Часто селится на стенах и внутри жилых и заброшенных глиняных и каменных строений.
Из зимовки гекконы в разных частях ареала выходят в разное время. Так, в Прибалхашье они появляются в начале апреля, в Таджикистане и на юге Казахстана - в марте, а в долине Ангрена (Узбекистан) — уже в середине—конце февраля. Время начала зимней спячки также разнится. В Туркмении она начинается в ноябре, а в южном Прибалхашье в начале сентября.
Ранней весной серые гекконы встречаются днём, греясь на солнце и охотясь. Летом их активность меняется: утром они греются, а охотятся в сумерках и ночью. Осенью в прохладные дни гекконы снова чаще встречаются днём.
Пик линьки приходится на май, но линяющих гекконов можно встретить на протяжении всего периода активности.
Питаются различными беспозвоночными, в первую очередь прямокрылыми, перепончатокрылыми, жесткокрылыми и клопами. В меньших количествах поедает паукообразных, бабочек и их гусениц и двукрылых. Отмечено, что с приближением осени снижается интенсивность питания гекконов. При этом также уменьшается количество жуков и прямокрылых и увеличивается - перепончатокрылых (особенно муравьёв), клопов и двукрылых.
При достижении размеров 3,7 см у самцов и 4 см и более у самок наступает период половой зрелости. Соотношение полов равное. Спаривание начинается через некоторое время после выхода из зимовки. В брачный период самцы устраивают схватки. Часто в ходе них они, сцепившись челюстями, сваливаются со стен. За сезон самка серого геккона может делать до двух кладок, состоящих из 1—2 белых яиц эллиптической формы длиной до 12 мм. Отмечены коллективные кладки. Инкубационный период составляет от 45 до 55 дней, так что молодые ящерицы начинают вылупляться в первые дни августа. Размеры новорождённых особей составляют около 1,7 сантиметров.
Голос серых гекконов можно описать как быстро следующее друг за другом «эк... эк... эк». Будучи схваченными, они также слабо пищат.

## Враги
На серых гекконов могут охотиться поперечнополосатый полоз и стрела-змея, а также поперечнополосатый волкозуб, чайконосая крачка, домовый сыч, сорокопуты и сольпуги. Яйца гекконов иногда могут поедать муравьи.

## Численность и охранный статус
Общая численность серого геккона достаточно высока, потому Международным союзом охраны природы он признан «видом, вызывающим наименьшие опасения». В больших количествах данный вид наблюдается по всей Средней Азии: в Репетекском заповеднике Туркмении, в заповеднике «Тигровая балка» Таджикистана и в Узбекистане, где плотность геккона составляет до 10 особей на 10 м². На один гектар может приходиться до 104 гекконов.
Вид был занесён в Красную книгу Российской Федерации 2001 года (категория 1 — находящиеся под угрозой исчезновения), но был исключён из следующей её редакции, что связано с отсутствием находок серого геккона на территории страны с 1935 года.

## Подвиды
Выделяют два подвида:
- M. r. russowi — обыкновенный серый геккон, обитающий на большей части ареала от северо-восточного Предкавказья до Джунгарии и Северного Ирана
- M. r. zarudnyi — серый геккон Зарудного, обитающий в Сейстанской котловине в юго-восточном Иране. От номинативного подвида отличается меньшим количеством чешуй от нижнечелюстных до анальной щели.